# Kingfisher (Oklahoma)
Kingfisher és una ciutat dels Estats Units a l'estat d'Oklahoma. Segons el cens del 2000 tenia 4.380 habitants.

## Demografia
Segons el cens del 2000, Kingfisher tenia 4.380 habitants, 1.727 habitatges, i 1.172 famílies. La densitat de població era de 408,5 habitants per km².
Dels 1.727 habitatges en un 31,8% hi vivien nens de menys de 18 anys, en un 55,3% hi vivien parelles casades, en un 9,4% dones solteres, i en un 32,1% no eren unitats familiars. En el 28,8% dels habitatges hi vivien persones soles el 16,7% de les quals corresponia a persones de 65 anys o més que vivien soles. El nombre mitjà de persones vivint en cada habitatge era de 2,45 i el nombre mitjà de persones que vivien en cada família era de 3,03.
Per edats la població es repartia de la següent manera: un 26,2% tenia menys de 18 anys, un 8,4% entre 18 i 24, un 25,5% entre 25 i 44, un 20,1% de 45 a 60 i un 19,8% 65 anys o més.
L'edat mediana era de 38 anys. Per cada 100 dones de 18 o més anys hi havia 83,7 homes.
La renda mediana per habitatge era de 36.059 $ i la renda mediana per família de 47.037 $. Els homes tenien una renda mediana de 31.818 $ mentre que les dones 17.750 $. La renda per capita de la població era de 19.117 $. Entorn del 9,8% de les famílies i l'11,3% de la població estaven per davall del llindar de pobresa.

## Poblacions més properes
El següent diagrama mostra les poblacions més properes.